# مطهر بن طاهر مقدسی
مطهر بن طاهر مِقْدَسی یکی از جغرافی‌دانان و تاریخ‌نگاران دوران خلافت عباسیان بوده است. وی در اسرائیل و در شهر اورشلیم زاده شد. وی بیشتر شهرهای قلمرو حکومت اسلامی را از هندوستان تا اندلس گشت. و به شرح و وصف آداب و رسوم اقوام نواحی که به آنجا مسافرت کرد که شرح وضعیت شهرهای آنان را پرداخته است. وی در نوشتن کتابش بیشتر به مشاهدات عینی خود اتکا نموده است.
یکی از آثار او کتاب البدء و التاریخ می‌باشد که برخی آن را به ابوزید بلخی نسبت می‌دهند، اما افرادی مثل کلمان هوار فرانسوی این کتاب را نوشتهٔ مطهر مقدسی می‌داند. او این کتاب را در ۶ جلد با ترجمه فرانسوی و متن عربی در پاریس منتشر نموده است. همچنین محمدرضا شفیعی کدکنی همهٔ مجلّدات آن را با عنوان «آفرینش و تاریخ» به فارسی ترجمه کرده و با مقدّمه و تعلیقات در نشر آگه به چاپ رسانده است.
مطهر بن طاهر مقدسی در کتاب البد و التاریخ می‌نویسد:"زیباترین و پاک‌ترین و بهترین نقطهٔ زمین، ایران است… طولش از رود بلخ تا رود فرات است و عرضش از دریای آبسکون تا دریای فارس و یمن و مکران و کابل و تخارستان و آذربایجان است. پاک‌ترین زمین به‌ خاطرِ اعتدال رنگ مردمش و یکنواختی بدن و سلامت عقلشان؛ چون آنان از سرخیِ رومیان، بدخویی ترکان، زشتی چینیان، کوتاه‌بالاییِ یاجوج و ماجوج ماجوج، سیاهی حبشیان و نابه‌اندامی زنگیان در امان بوده‌اند.» او همچنین می‌افزاید که این ویژگی‌ها سبب ایران نامیدنِ این ناحیه شده و واژهٔ ایران در زبان بابلی‌های کهن به‌ معنای دِل بوده است.